# Castleguard (berg)
De Castleguard is een berg aan het begin van de rivier Castleguard in de zuidwestelijke hoek van het Columbia-ijsveld in het nationaal park Banff in de provincie Alberta in Canada.
De Castleguard ontving zijn naam van Arthur Oliver Wheeler in 1918. Wheeler vond dat de berg een kasteelachtig (Engels castle) uiterlijk bezat en op wacht (Engels guard) leek te staan over het zuidelijke deel van het Columbia-ijsveld.